# Sweet Harmony
Sweet Harmony (titre original : Sweet Harmony) est un roman court de science-fiction écrit par Catherine Webb sous le pseudonyme de Claire North, paru en 2020 puis traduit en français et publié aux éditions Le Bélial' en 2024.

## Résumé
Harmony Meads a reçu une injection de nano quand elle était petite, afin de pouvoir bénéficier du pack d'immunisation standard, facturé cent-cinquante livres par an. Ses parents ont également choisi une extension afin qu'elle soit immunisé contre la méningite et contre tous les variants de la grippe, pour un montant de quinze livres par mois. Depuis, ses nanoparticules m'ont maintenu en très bonne santé.
Devenue adulte, Harmony commence à travailler et consacre une partie de ses revenus à ajouter des extensions à ses nanos afin d'avoir une meilleure apparence. Cette apparence lui permet d'obtenir un travail mieux rémunéré, lui permettant alors d'augmenter ses extensions, mais devant y consacrer une somme plus importante chaque mois pour les payer. Ce cercle vicieux continue pendant neuf ans, menant Harmony à une vie sans bonheur ni joie mais qui semble de l'extérieur être la meilleure qui soit.
Mais une jour, alors que son futur mari lui ajoute encore plus d'extensions sans y prendre trop garde, un bug catastrophique des nanos d'Harmony dû à un conflit de priorité entre ses innombrables extensions entraîne une perte de connaissance de cinq jours. Harmony frôle la mort. Ce moment charnière se sa vie va lui permettre de prendre un peu de recul et elle va tenter de se séparer de bon nombre d'extensions, tâche très difficile car les contrats souscrits ne peuvent s’interrompre qu'au prix de sommes assez élevées. En plus de devoir affronté une faiblesse physique, Harmony va devoir faire face à une dégradation de ses moyens financiers, jusqu'à un point où elle est obligée de retourner vivre chez sa mère.